# U.S. Highway 231
Der U.S. Highway 231 (kurz US 231) ist ein United States Highway in den Vereinigten Staaten. Er beginnt am U.S. Highway 98 in Panama City und endet in St. John am U.S. Highway 41. Der US 231 überquert mit der 1373 Meter langen William H. Natcher Bridge zwischen Owensboro und Rockport den Ohio River. Seine Nummer gibt an, dass es sich um eine Nebenroute zum U.S. Highway 31 handelt.

## Verlauf

### Florida
Von Panama City verläuft der U.S. Highway 231 in nördlicher Richtung und trifft im Süden von Cottondale auf die Interstate 10 und den U.S. Highway 90. Nach der Stadt Campbellton erreicht der Highway die Grenze zu Alabama. Die Strecke trägt in Florida auch die verdeckte Bezeichnung Florida State Road 75.

### Alabama
Der US 231 nutzt zwischen Dothan, der ersten größeren Stadt in Alabama, und Huntsville die Trasse der Alabama State Route 53. Im Osten von Montgomery kreuzt er die Interstate 85, bei Pell City die Interstate 20 sowie nahe Ashville die Interstate 59. Vor Huntsville überquert er den Tennessee River.

### Tennessee
Mit Fayetteville erreicht der Highway die erste Ortschaft in Tennessee. Im Süden von Murfreesboro trifft er auf die Interstate 24. Zwischen Murfreesboro und Lebanon verläuft der US 231 parallel zur Tennessee State Route 840 bis zur Interstate 40. Ab Westmoreland verbindet er sich mit dem U.S. Highway 31E.

### Kentucky
Ab Scottsville trennt sie der US 231 wieder vom U.S. Highway 31E und bewegt sich in nordwestlicher Richtung nach Bowling Green. In Bowling Green trifft er auf die Interstate 65 und führt weiter bis Owensboro. Nach der Überquerung des Ohio Rivers nördlich von Owensboro erreicht er den Bundesstaat Indiana.

### Indiana
In Indiana verläuft der U.S. Highway 231 zum größten Teil durch ländliche Gebiete. Nördlich von Dale kreuzt er die Interstate 64, bei Cloverdale die Interstate 70, im Norden von Crawfordsville die Interstate 74 sowie nördlich von LaFayette und im Osten von Crown Point zweimal die I-65. Nach 1467 Kilometern endet der Highway in St. John am U.S. Highway 41.